# Henninger-Bräu

Henninger füllte als erste deutsche Brauerei Bier in Dosen ab

Henninger-Bräu war der Name einer Brauerei im Frankfurter Stadtteil Sachsenhausen, die durch das Radrennen Rund um den Henninger-Turm überregional bekannt wurde.
Die Marken- und Vertriebsrechte der Marke Henninger wurden im Jahr 2001 an die unmittelbar benachbarte Binding-Brauerei verkauft; 2002 wurde aus der Gruppenholding Binding-Brauerei AG die Radeberger Gruppe. Die Henninger-Bräu AG ist heute eine Tochtergesellschaft der Radeberger Gruppe. Die Immobilien der ehemaligen Henninger-Bräu AG befinden sich im Besitz der Actris AG.
Der Henninger-Turm, ein ehemaliges Getreidesilo am Rande des ehemaligen Brauereigeländes, galt als eines der Frankfurter Wahrzeichen und war wegen seines seitlich auf einem kubischen Turm sitzenden bierfassartigen Restaurant-Aufsatzes auch vielen Flugreisenden aus dem Anflug auf den Flughafen Frankfurt Main bekannt. Der stilisierte Turm im Markenzeichen – zwischen den Buchstaben H und B – zeigt allerdings ein anderes Frankfurter Wahrzeichen, den Eschenheimer Turm.
Bis zum Jahre 2009 war die Brauerei Hauptsponsor des Rennens Rund um den Henninger-Turm.

## Geschichte

### Entstehung der Henninger-Bräu AG

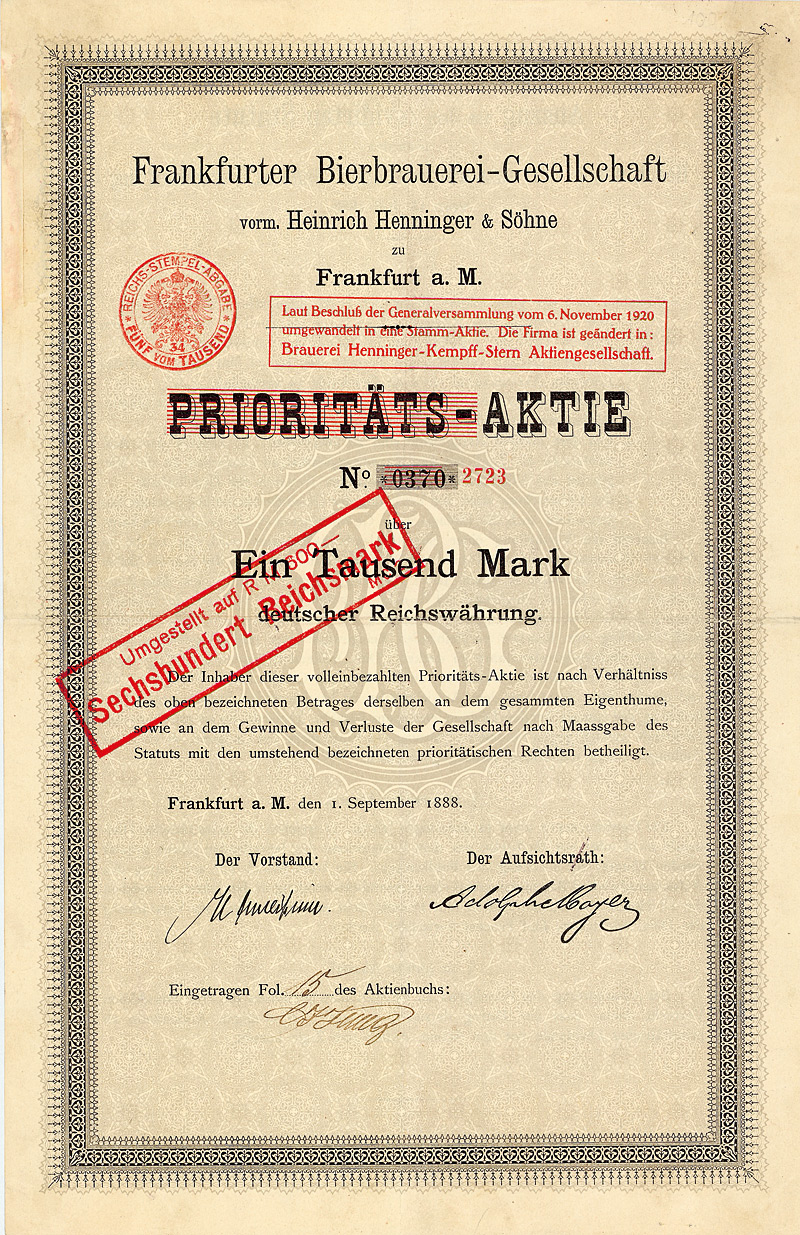
Aktie über 1000 Mark der Frankfurter Bierbrauerei-Gesellschaft vorm. Heinrich Henninger & Söhne vom 1. September 1888

Henninger entstand 1655, als Eberhard Stein ein Brauhaus gründete. 1873 trat der aus Erlangen stammende Heinrich Christian Henninger in die Brauerei Stein ein und leitete sie gemeinsam mit Johannes Stein, einem Nachkommen des Gründers. Henninger hatte zuvor bereits in Erlangen und Nürnberg Brauereien gekauft und nach einer gewissen Zeit wieder verkauft. Die Brauerei führte fortan den Namen Heinrich Henninger & Söhne, Brauerei Stein.
Bereits 1881 folgte mit der Umwandlung in eine Aktiengesellschaft ein neuerlicher Namenswechsel hin zu Frankfurter Bierbrauerei-Gesellschaft vorm. Heinrich Henninger & Söhne.
Nach dem Aufkauf mehrerer Konkurrenten im Jahr 1921 und einer damit verbundenen abermaligen Namensänderung (Brauerei Henninger-Kempff-Stern und Joh.Gerhard Henrich AG) wurde 1935 zum einprägsameren Namen Henninger-Bräu AG umfirmiert.

### 1950er bis 1990er Jahre

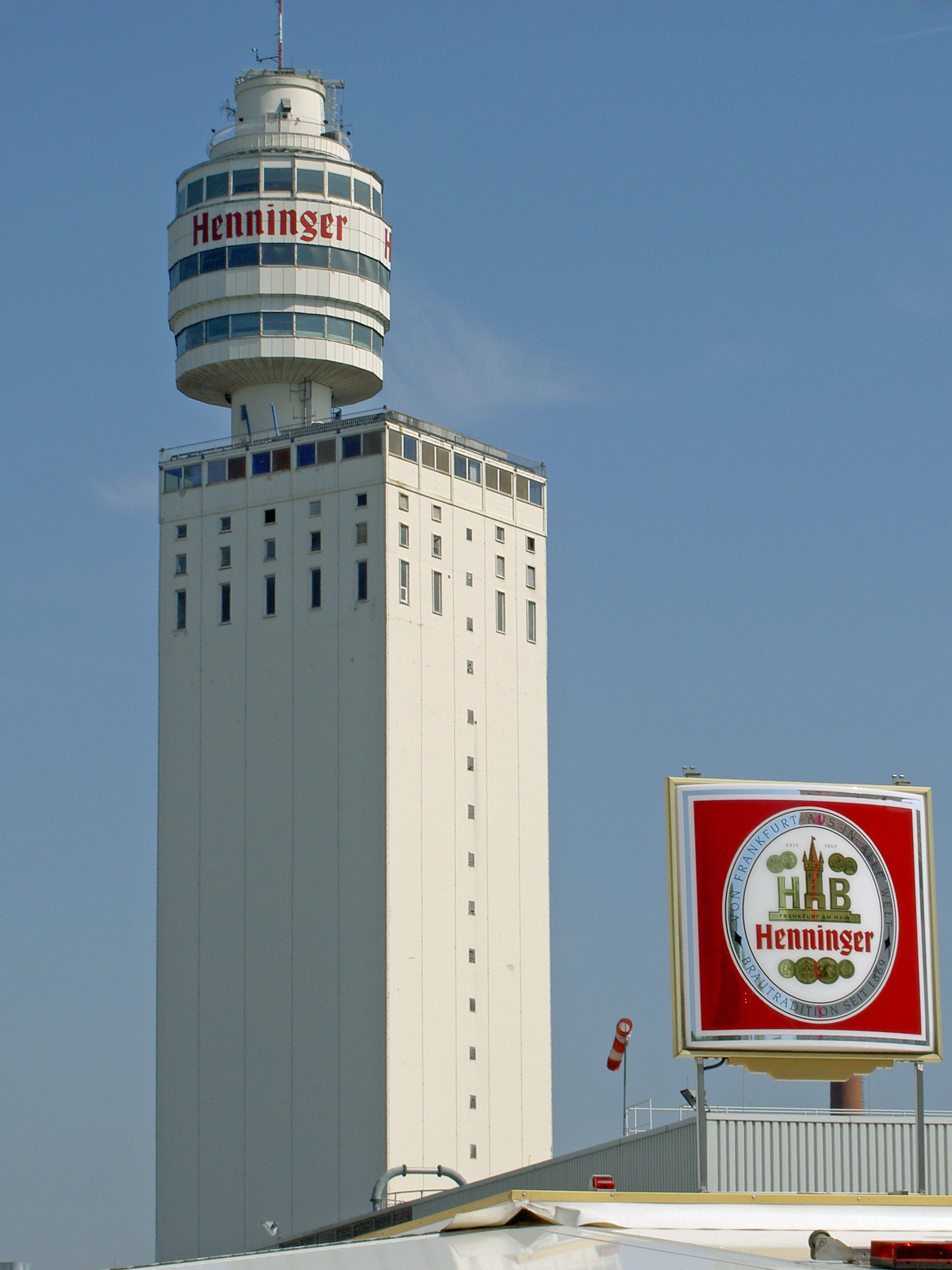
Der Henninger-Turm war ein Wahrzeichen von Frankfurt am Main

Im Jahr 1951 führte die Henninger-Bräu AG auf Nachfrage der in Frankfurt stationierten amerikanischen Soldaten als erste Brauerei Deutschlands die Bierdose ein. Im selben Jahr wurde mit dem Henninger Kaiser Pilsner die spätere Leitmarke der Brauerei auf den Markt gebracht. 1953 begann der Export.
1958 verhängte die Stadt Frankfurt ein Verbot, die Innenstadt mit Pferdefuhrwerken zu befahren. Bis dahin hatten die Brauereien ihre Gaststätten mit Gespannzügen beliefert, die sie nun nach und nach durch Lastkraftwagen ersetzten. Lediglich zu Repräsentationszwecken betrieb Henninger noch bis 2000 ein Sechsergespann. Es kam bei bis zu 80 Veranstaltungen jährlich zum Einsatz, zum Beispiel bei den Fastnachtsumzügen in Frankfurt und Heddernheim.
1961 wurde bei einer Erweiterung der eigenen Mälzerei ein Malzsilo errichtet, das mit einem Drehrestaurant an seiner Spitze knapp 120 Meter hoch und viele Jahre das höchste Gebäude der Stadt war. Als Henninger-Turm wurde das Gebäude zunächst zum Symbol für das aufstrebende Unternehmen und bald zu einem Wahrzeichen der Stadt. Um die Akzeptanz des in der Öffentlichkeit zunächst umstrittenen Bauwerks zu fördern, fand 1962 zum ersten Mal das Radrennen Rund um den Henninger-Turm statt, das über viele Jahrzehnte eines der bedeutendsten Radrennen mit internationaler Besetzung in Deutschland war. In den 1960er-Jahren wurde Henninger-Bier in zahlreiche Länder exportiert oder in Lizenz gebraut, u. a. in Griechenland, Spanien und den USA.
1970 wurde eine Mehrheitsbeteiligung an den Mannheimer Eichbaum-Brauereien erworben. In den 1970er Jahren war Henninger zeitweise die größte deutsche Einzelbrauerei.
1980 übernahm Reemtsma die Mehrheit an der Henninger-Brauerei (Kommanditgesellschaft auf Aktien), 1987 die Unternehmensgruppe Gebrüder März aus Rosenheim. Aufgrund des zurückgehenden Bierkonsums in Deutschland, aber auch aufgrund unternehmerischer Fehlentscheidungen geriet die Henninger-Gruppe, zu der damals auch überregionale Marken wie Jever gehörten, zunehmend in Schwierigkeiten. Das beliebte Kaiser-Pilsner wurde 1984 durch das Bier Christian Henninger ersetzt, mit dem Ziel einen überregionalen Geschmack zu treffen. Gleichzeitig wurden neue Flaschen und Bierkästen eingeführt. Die neuen Kästen hatten 16 statt vorher 20 Flaschen, wurden aber zum gleichen Preis verkauft. Dies hatte zur Folge, dass der Bierkonsum bei Stammkunden einbrach. Erst nach Jahren wurde der Schritt wieder rückgängig gemacht, und die Brauerei konnte kurzfristig zu alter Stärke zurückfinden.
1995 führte Henninger als erste Brauerei in Deutschland mit dem Henninger Radler national ein Biermischgetränk ein. Die sehr erfolgreiche 0,5-l-Dose hatte die Besonderheit, dass es das erste in Deutschland vertriebene Produkt war, das mit zwei Markennamen auf einer Verpackung angeboten wurde, Henninger Radler auf der einen und Henninger Alsterwasser auf der anderen Seite. Ein weiteres neues Produkt, das in den 1990er Jahren zeitweise stark beworben wurde, war das Highlander, ein nach Angaben der Brauerei aus Whiskymalz hergestelltes helles Rauchbier.

### Nach der Insolvenz

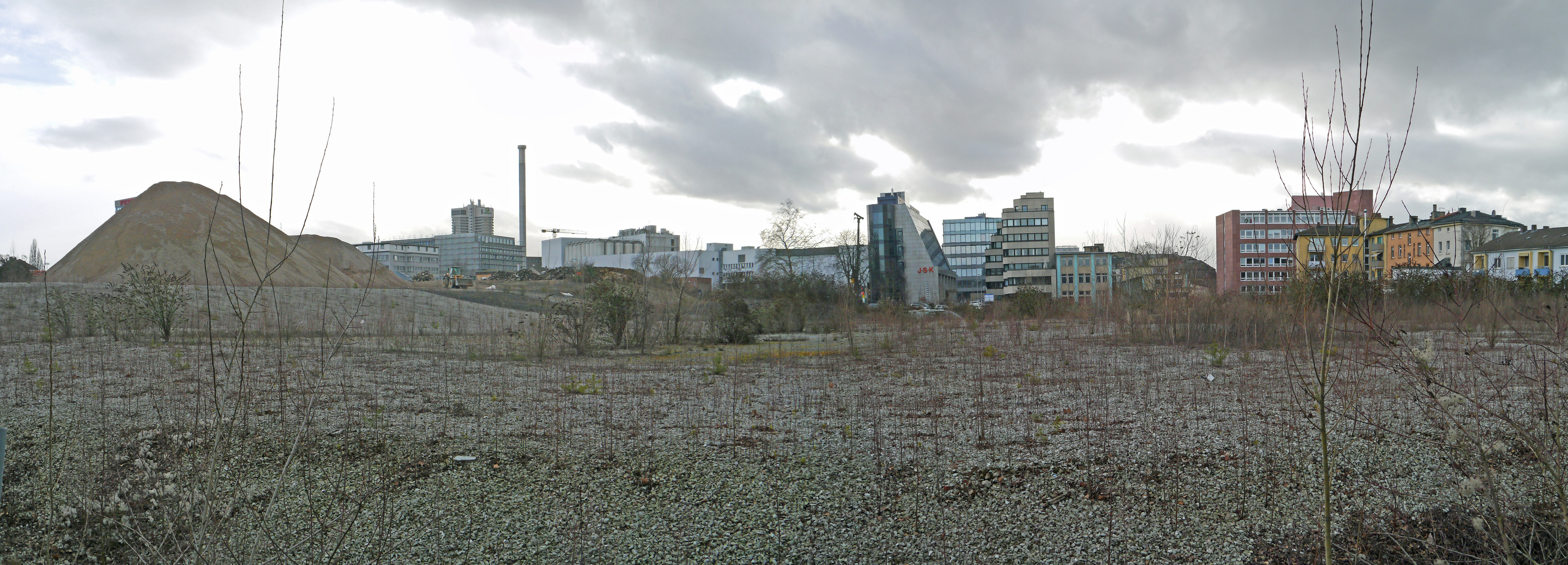
Das ehemalige Henninger-Gelände 2014 nach Abriss des Henninger-Turms

Nach der Insolvenz der März-Gruppe 1996 übernahm der Mannheimer Unternehmer Dietmar Hopp 1999 die Mehrheit an Henninger. Er firmierte das Unternehmen in Actris um, stellte den Brauereibetrieb auf dem alten Gelände ein und verkaufte die Markenrechte 2001 an den zur Oetker-Gruppe gehörenden Lokalrivalen Binding.
In Deutschland hält heute die Radeberger-Gruppe die Rechte an der Marke. Für ausländische Märkte wird sie teilweise an andere Getränkekonzerne lizenziert, so etwa für den griechischen Markt an Carlsberg A/S, wo das Kaiser-Pilsner von Henninger ein beliebtes Bier ist.
Das Henninger-Areal wurde bis 2016 mit Büros und Wohnungen bebaut. Der Henninger-Turm wurde im Sommer 2013 abgerissen. An seiner Stelle ist der neue Henninger-Turm entstanden, der dem alten Turm ähnelt.

## Belege
1. ↑  Frankfurter Allgemeine Sonntagszeitung Nr. 52 vom 29. Dezember 1996, S. 11.
2. ↑  Überaus hilfreich. In: Der Spiegel. Nr. 41, 1987 (Volltext).
3. ↑  Walter Habel (Hrsg.): Wer ist wer? Das deutsche Who’s who. 24. Ausgabe. Schmidt-Römhild, Lübeck 1985, ISBN 3-7950-2005-0, S. 442 (zu Direktor Willy Hahl).
4. ↑  Neubau des Henninger-Turms